# Ian Young (Fußballspieler)
Ian Young (* 21. Mai 1943 in Neilston; † 11. Dezember 2019) war ein schottischer Fußballspieler.

## Karriere

### Verein
Ian Young  kam im Juni 1961 von seinem Jugendverein Neilston Waverley zu Celtic Glasgow. Sein Debüt bei Celtic gab Young im Glasgow Cup gegen Third Lanark im Mai 1962. Mit Celtic gewann er in den 1960er Jahren dreimal die Schottische Meisterschaft, zweimal den Pokal und dreimal den Ligapokal. Im Jahr 1967 siegte er mit Celtic als Teil der Lisbon Lions im Finale des Europapokals der Landesmeister gegen Inter Mailand. Für die Bhoys absolvierte er bis zum Jahr 1968 insgesamt 164 Pflichtspiele und erzielte 3 Tore. Im Mai 1968 wechselte er zum FC St. Mirren. 1970 spielte er kurzzeitig bei den Beith Juniors. Seine Karriere beendete er durch eine Knieverletzung im Alter von nur 27 Jahren. Im Jahr 2013 veröffentlichte Young eine Autobiographie über seine Zeit bei Celtic.

### Nationalmannschaft
Ian Young spielte im Jahr 1965 einmal in der schottischen U-23 gegen England.

## Erfolge
mit Celtic Glasgow:
- Schottischer Meister: 1966, 1967, 1968
- Europapokal der Landesmeister: 1967
- Schottischer Pokalsieger: 1965, 1967
- Schottischer Ligapokalsieger: 1966, 1967, 1968